# Joods monument (Utrecht)
Het Joods monument in Utrecht is een gedenkteken voor de Joodse slachtoffers van de Tweede Wereldoorlog uit Utrecht. Ruim 1600 mensen zijn in 1942 en 1943 gedeporteerd, slechts vierhonderd van hen keerden terug. Tot 2015 was Utrecht de enige grote stad in Nederland zonder een Joods monument, anders dan het beeldje van Anne Frank op het Janskerkhof en  een gedenksteen op de Joodse begraafplaats. Het monument is op 29 oktober 2015 onthuld door burgemeester Jan van Zanen.

## Beschrijving
Het gedenkteken bestaat uit een zeven meter lange gedenkmuur en een plateau van Jerusalem Gold (zandsteen dat ook in de Klaagmuur is gebruikt) en een bronzen sjofar op een sokkel. In de gedenkmuur zijn 1239 namen gegraveerd, met geboortedatum, overlijdensplaats en datum van overlijden. In het hart van de muur staat het citaat 'Zie, ik heb je in mijn handpalmen gegrift' uit het boek Jesaja. Op het plateau rond een boom is een zithoek gecreëerd als plaats voor bezinning. De sjofar, het symbool van de hoop, wordt gedragen door tien Joodse mannen (minjan) die de kaddisj lezen. Rechts van de gedenkmuur staat op een paaltje een QR-code waarmee men informatie kan krijgen over de personen van wie de namen zijn vermeld.
De sjofar en de sokkel zijn gemaakt door de Georgisch-Nederlandse kunstenaar Amiran Djanashvili, die zijn atelier in Utrecht heeft.

## Locatie
Het monument staat aan de Johan van Oldenbarneveltlaan voor station Utrecht Maliebaan. Van dit toen verder niet in gebruik zijnde station werden vanaf 18 augustus 1942 de meeste Utrechtse Joden gedeporteerd naar Kamp Westerbork en vervolgens naar de vernietigingskampen. Sinds 1954 is hier het Spoorwegmuseum gevestigd. Het Spoorwegmuseum besteedt ook aandacht aan de deportaties met een plaquette en de permanente expositie Beladen treinen. Ook staat op het terrein van het museum een wagon die werd gebruikt voor de transporten naar de kampen.

## Ontstaansgeschiedenis
Het heeft jaren geduurd voordat iedereen in Utrecht instemde met het monument. Het Spoorwegmuseum vond in 2013 dat het al voldoende aandacht besteedde aan dit onderwerp met de plaquette en de expositie. Ook eerdere pogingen stuitten op verzet. Het monument is er gekomen dankzij de inspanningen van Stichting Joods Monument Utrecht, onder leiding van dominee Wim Rietkerk. Verder lag er een inzamelingsactie aan ten grondslag.

## Fouten op het monument
In maart 2016 publiceerde het Algemeen Dagblad enkele artikelen over fouten in de namen op het monument, gebaseerd op onderzoek van een van de auteurs, de Utrechtse historisch-onderzoeker Jim Terlingen. Nadat hij nog meer onvolkomenheden aantrof en er geen reactie kwam van de stichting die het monument realiseerde, deed hij een oproep aan de burgemeester om in te grijpen. Burgemeester Jan van Zanen liet hierop een onderzoek uitvoeren naar de namen die op het monument staan en in maart 2018 is het verslag hiervan aan de Utrechtse gemeenteraad aangeboden. In totaal bleken 69 vermeldingen niet juist te zijn; drie personen die op het monument staan hebben de oorlog overleefd en één persoon bleek vergeten. Op dezelfde dag is een bordje op het monument geplaatst met een verwijzing naar de correcties op de officiële website van het monument. Terlingen noemde de kwaliteit van het onderzoeksverslag "onder de maat".
In juni 2018 bracht hij naar buiten dat een vierde naam onterecht op het monument staat; de vermelding van deze naam in het gemeentelijke onderzoeksverslag bleek onjuist. In januari 2019 werden nog meer fouten in het onderzoeksverslag gevonden en werd het beheer van de website van het monument overgenomen door het Joods Cultureel Kwartier.

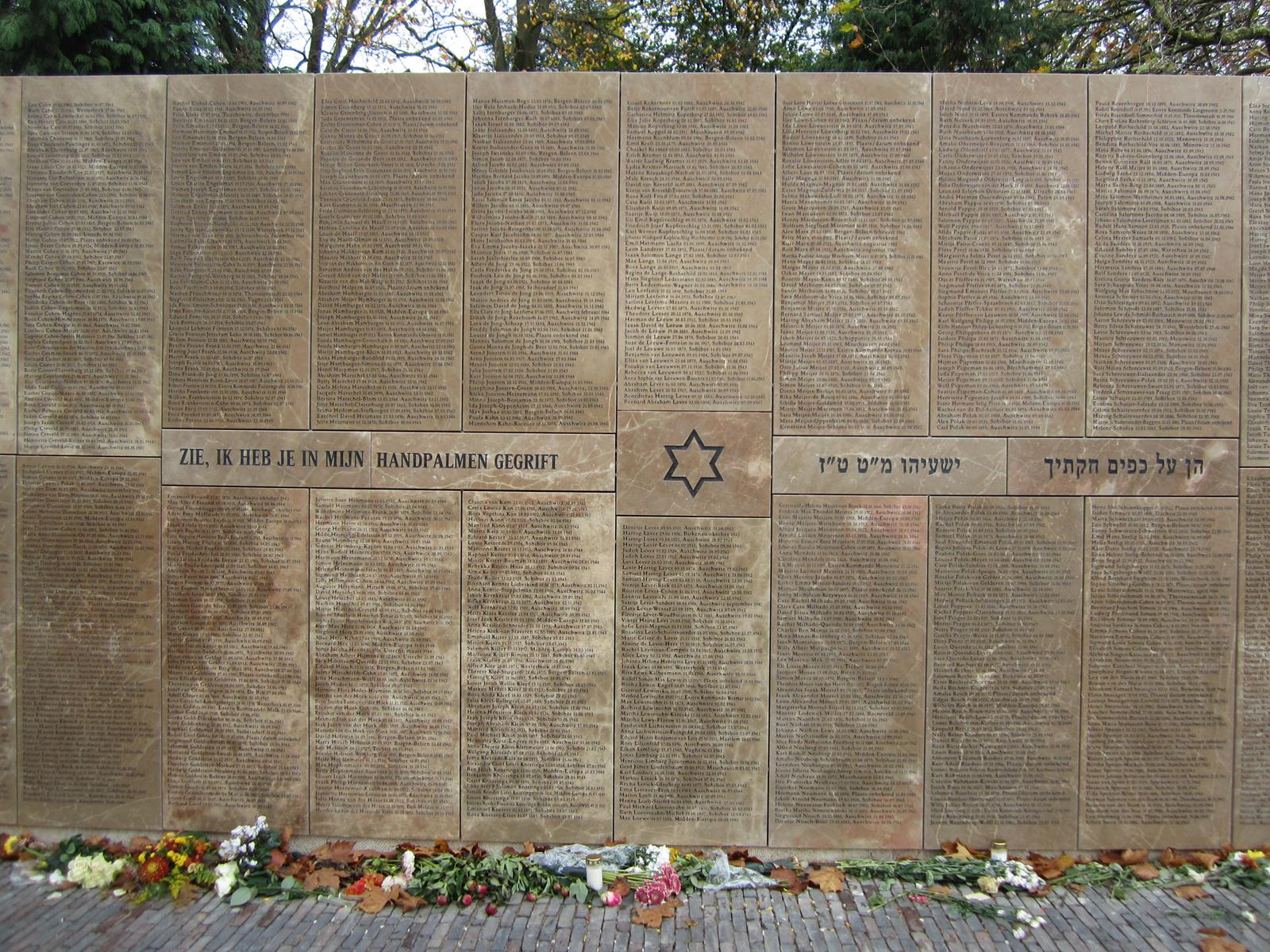
Gedenkmuur
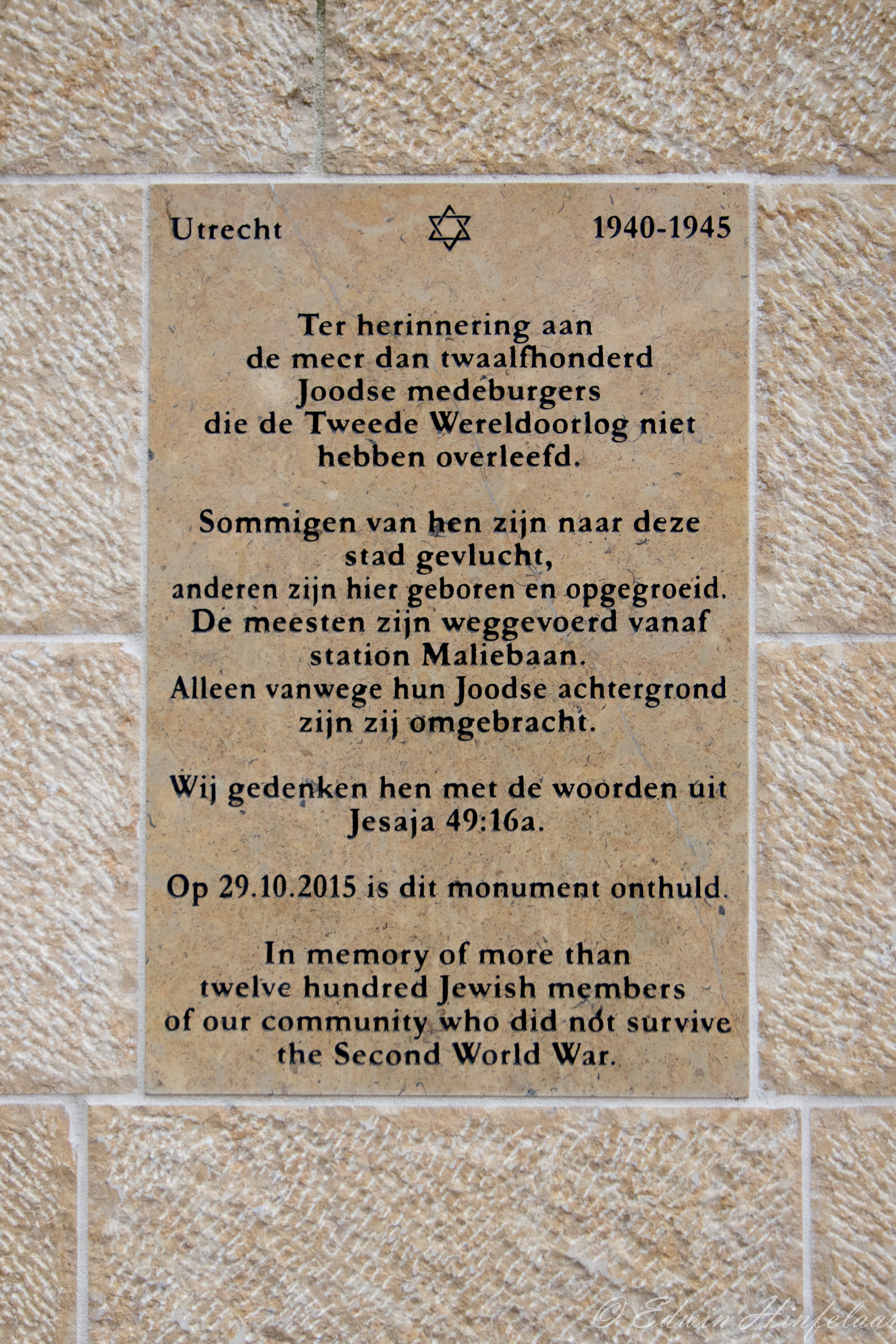
Plaquette
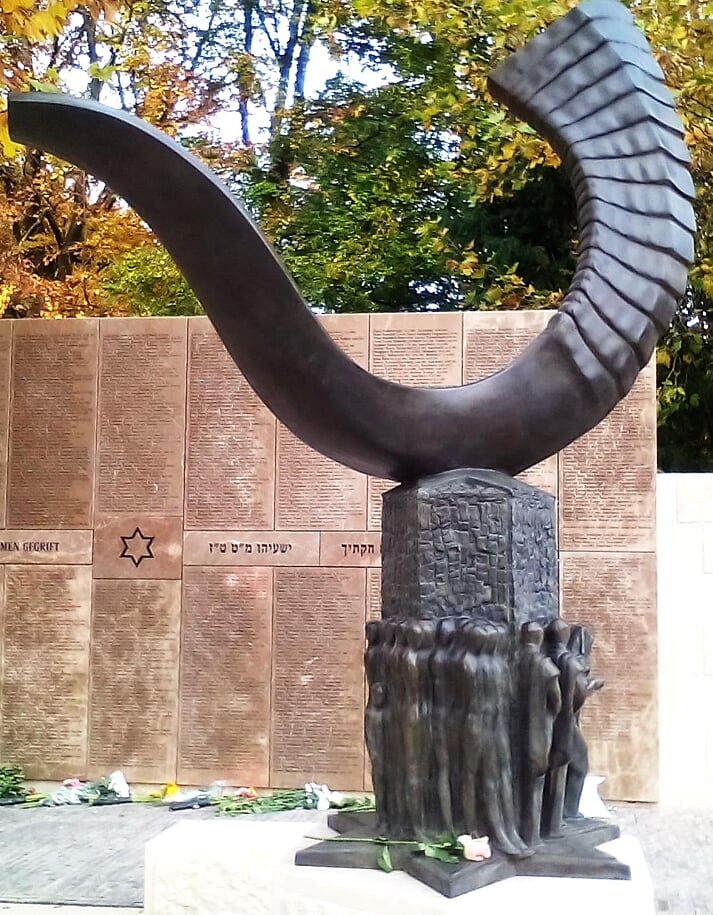
Sjofar, de ramshoorn waarop geblazen wordt bij de viering van het Joods nieuwjaar en de Grote Verzoendag
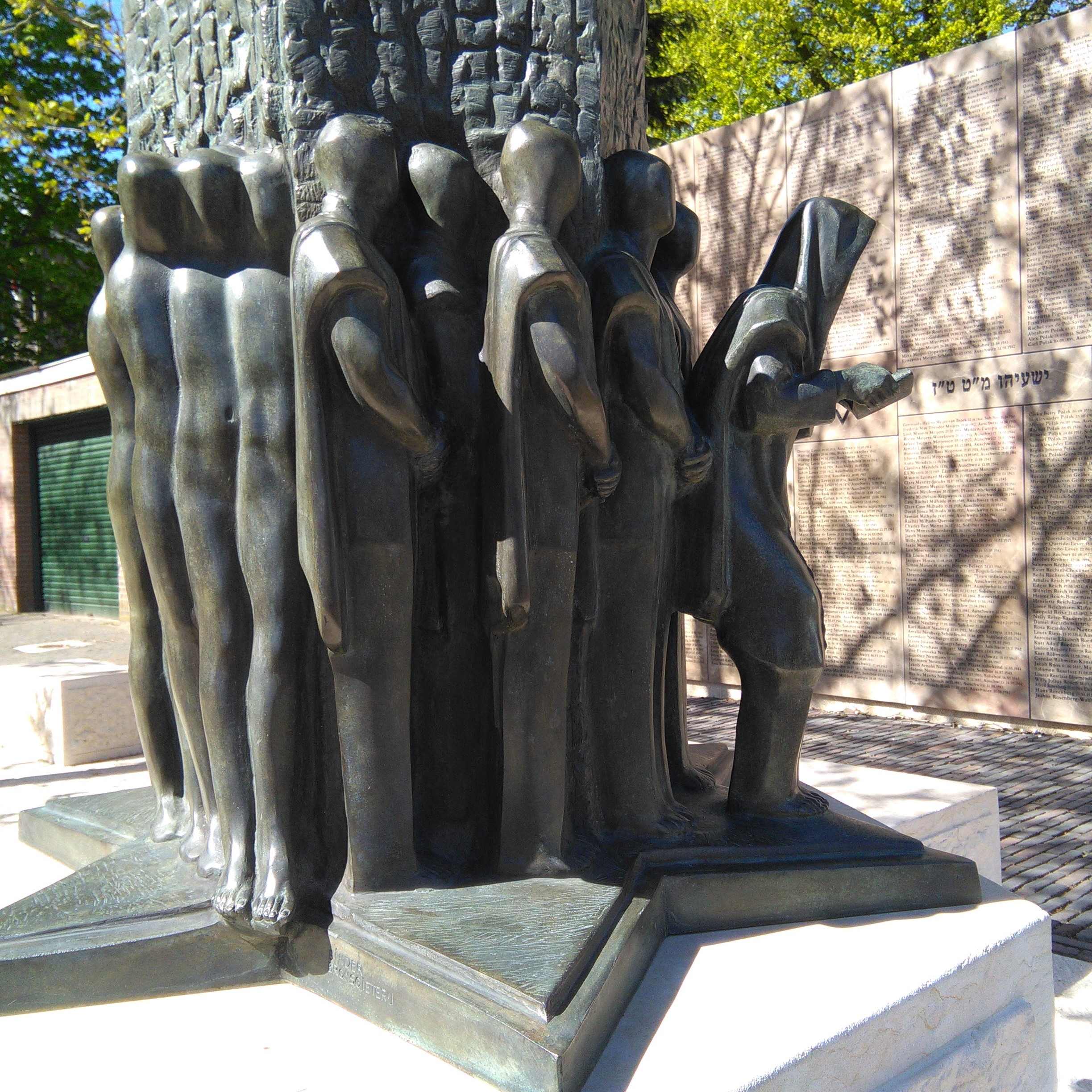
Minjan, het minimaal vereiste aantal joden voor het zeggen van bepaalde gebeden en voor diensten in de synagoge.
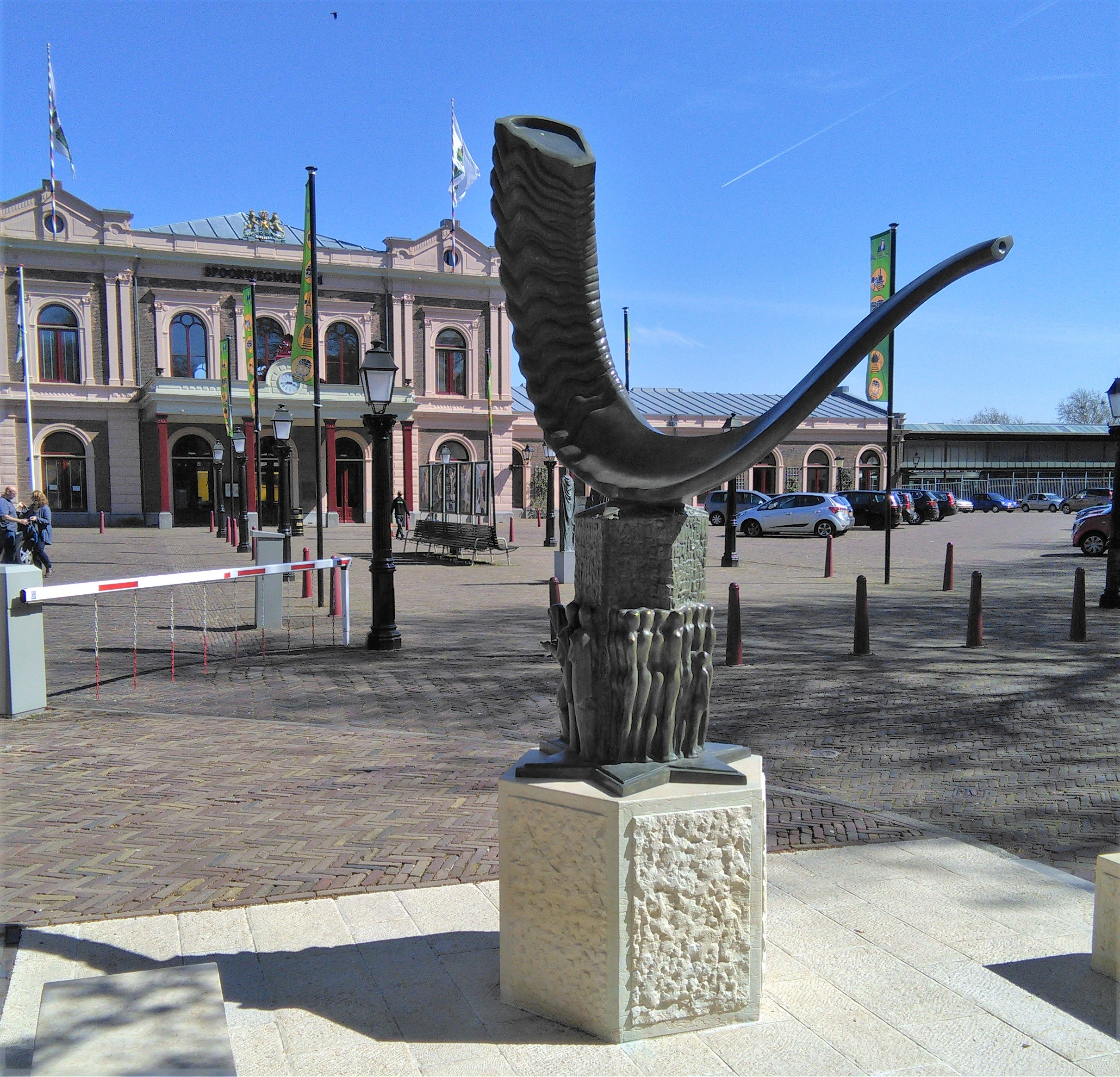
Locatie voor het Spoorwegmuseum
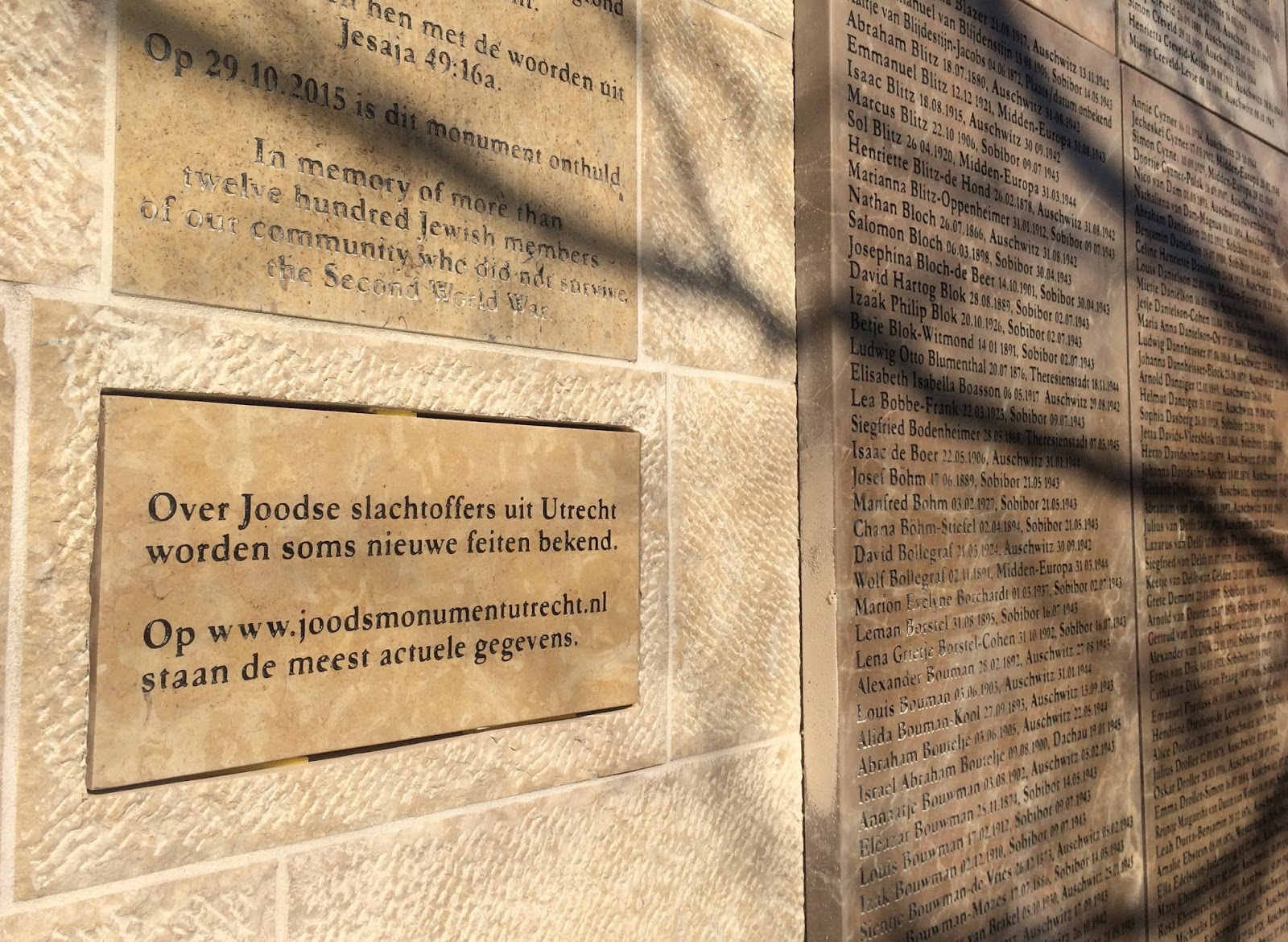
Het in maart 2018 geplaatste bordje op het monument